# 12-я гвардейская танковая дивизия
12-я гвардейская танковая Уманская ордена Ленина Краснознамённая ордена Суворова дивизия — тактическое соединение Сухопутных войск СССР. Сформировано соединение в мае 1942 года как 16-й танковый корпус.
Условное наименование — Войсковая часть полевая почта (в/ч пп) 58440. Сокращённое наименование — 12 гв. тд.
Место дислокации перед распадом СССР — г. Нойруппин, округ Потсдам, Германская Демократическая Республика.

## История
12-я гвардейская танковая дивизия входила в состав 3-й общевойсковой армии ГСВГ. Штаб армии находился в городе Магдебург, в районе Зюденбург на перекрёстке Байм и Гросс Диздофер улиц, в районе Херенкруг располагались части армейского подчинения. Штаб дивизии находился в городе Нойруппин. На окраине города, ближе к Альтруппину находилось расположение трёх полков дивизии: 48-й, 353-й и 332-й гвардейские танковые полки.
После вывода войск, 12-я гвардейская танковая дивизия была расформирована. ОРБ, обс, оисб, обмо, орвб, омедсб вышли во Владикавказ в состав 19-й мсд 42-го АК (до 2010 года — 19-я мсд 58-й ОА). Номера всех отдельных батальонов поменялись, гвардейские знамёна и почётные наименования остались.

## Состав дивизии в конце 1980-х гг.
- 48-й гвардейский танковый Вапнярско-Варшавский ордена Ленина, Краснознамённый, орденов Суворова и Кутузова полк (Нойруппин)
- 332-й гвардейский танковый Варшавский Краснознамённый, ордена Александра Невского полк (Нойруппин) в/ч п. п. 47598;
- 353-й гвардейский танковый Вапнярско-Берлинский Краснознамённый, орденов Суворова и Кутузова полк (Нойруппин)
- 200-й гвардейский мотострелковый Фастовский ордена Ленина, Краснознамённый, орденов Суворова и Богдана Хмельницкого полк (Бург)
- 117-й самоходный артиллерийский полк (Мальвинкель)
- 933-й зенитный ракетный Верхнеднепровский Краснознамённый, ордена Александра Невского полк (Бург)
- 639-й отдельный ракетный дивизион[~ 1]
- 18-й отдельный гвардейский разведывательный Демблинский ордена Александра Невского батальон (Мальвинкель)
- 490-й отдельный батальон связи (Нойруппин)
- 136-й отдельный гвардейский Демблинский ордена Красной звезды инженерно-сапёрный батальон (Нойруппин)
- 129-й отдельный батальон химической защиты (Нойруппин)
- 64-й отдельный ремонтно-восстановительный батальон (Нойруппин)
- 1074-й отдельный батальон материального обеспечения (Вульков)
- 208-й отдельный медицинский санитарный батальон (Нойруппин)[1]

## Командование
- Стычинский, Сергей Александрович, генерал-майор (1967—1973)
- Трофименко, Владимир Павлович начальник тыла (зам.ком.дивизии) Бондарчук Николай Иванович (1990—1992)